# Spilophorella meyerabichi
Spilophorella meyerabichi är en rundmaskart som beskrevs av Gerlach 1955. Spilophorella meyerabichi ingår i släktet Spilophorella och familjen Chromadoridae. Inga underarter finns listade i Catalogue of Life.